# Homoeodistoma longigona
Homoeodistoma longigona är en sjöpungsart som beskrevs av Takasi Tokioka 1959. Homoeodistoma longigona ingår i släktet Homoeodistoma och familjen klumpsjöpungar. Inga underarter finns listade i Catalogue of Life.